# Marta Bassino
Marta Bassino (Cuneo, 27 de febrero de 1996) es una deportista italiana que compite en esquí alpino.
Ganó tres medallas en el Campeonato Mundial de Esquí Alpino entre los años 2019 y 2023. En la Copa del Mundo consiguió siete victorias y treinta podios en total.
Participó en dos Juegos Olímpicos de Invierno, ocupando el quinto lugar en Pyeongchang 2018 (eslalon gigante) y el octavo en Pekín 2022 (equipo mixto).

## Palmarés internacional
| Campeonato Mundial | Campeonato Mundial           | Campeonato Mundial | Campeonato Mundial       |
| Año                | Lugar                        | Medalla            | Prueba                   |
| ------------------ | ---------------------------- | ------------------ | ------------------------ |
| 2019               | Åre (Suecia)                 | Medalla de bronce  | Equipo mixto             |
| 2021               | Cortina d'Ampezzo (Italia)   | Medalla de oro     | Eslalon gigante paralelo |
| 2023               | Courchevel/Méribel (Francia) | Medalla de oro     | Supergigante             |